# Fred Thompson
Frederick Dalton Thompson (født 19. august 1942, død 1. november 2015) var en amerikansk advokat, lobbyist, skuespiller, tidligere senator og præsidentkandidat for republikanerne ved valget i 2008.
Hans nærmere berøring med det politiske liv begyndte i 1972, hvor han forlod jobbet som vicestatsanklager for at lede Howard Bakers senatsvalgkampagne. Ham var en af de ledende juridiske rådgivere for senatets Watergate-komité. Siden arbejdede han som lobbyist i USAs Kongres for store industri- og finansforetagender.
I 1977 var han som jurist involveret i en sag, der førte til, at Tennessees guvernør måtte trække sig tilbage pga. korruption. En bog om denne sag skulle filmatiseres, og Thompson blev spurgt, om han ville spille sig selv i filmen. Det ville han; siden blev det til en lang række film, bl.a. Kampen om Røde Oktober og Cape Fear.
I 1994 blev han valgt til senatet, her repræsenterede han Tennessee frem til 2003, hvor han ikke genopstillede. Han var bl.a. formand for senatsudvalget der tog sig af regeringens anliggender.
Op til primærvalgene i 2002 støttede Thompson Lamar Alexander, og da denne trak sig blev Thompson en af John McCains støtter. Imens han sad i senatet, og også siden, har han fortsat været aktiv som skuespiller. Mest optaget har han dog været af at arbejde bag linjerne i og for republikanerne.
I marts 2007 dukkede han op på Fox-TV, hvor hans mulige kandidatur ved præsidentvalget i 2008 blev nævnt for første gang i et af de store medier. Siden da har han ligget højt, med mellem 13 og 25% af de adspurgte i meningsmålinger. I løbet af maj måned er mediernes opmærksomhed mere og mere rettet mod Thompson, ikke mindst efter to TV-programmer, hvor 10 allerede erklærede republikanske kandidater har mødt offentligheden i samlet flok.

## Eksterne referencer
- Fred Thompson på Internet Movie Database (engelsk)
- Fred Thompson på Filmdatabasen
- Fred Thompson på Scope
- Fred Thompson på Svensk Filmdatabas (svensk)
- Fred Thompson på AlloCiné (fransk)
- Fred Thompson på AllMovie (engelsk)
- Fred Thompson på Rotten Tomatoes (engelsk)
- Fred Thompson på The Movie Database (engelsk)
- Fred Thompson på Internet Broadway Database (engelsk)
- Fred Thompson på Behind The Voice Actors (engelsk)
- United States Senator Fred Dalton Thompson Congressional Website (From Internet Archive retrieved 03 January 2007)
- Hometown Biography- Fred Thompson Arkiveret 3. marts 2016 hos  Wayback Machine Hometown Biography
- On the Issues – Fred Thompson Arkiveret 21. maj 2007 hos  Wayback Machine issue positions and quotes
- 2002 (Senator) Arkiveret 9. maj 2007 hos  Wayback Machine 2000 (Senator) Arkiveret 12. april 2007 hos  Wayback Machine (Senator) Arkiveret 20. januar 2008 hos  Wayback Machine 1996 (Senator) Arkiveret 10. september 2007 hos  Wayback Machine 1994 (Member of Congress) Arkiveret 12. september 2007 hos  Wayback Machine
- Washington Post "Congress Votes Database: Fred Thompson" (voting record) Arkiveret 27. juni 2007 hos  Wayback Machine
- Fred2008.org – A website endorsing the candidacy of Fred Thompson for President of the United States. Arkiveret 17. december 2020 hos  Wayback Machine
- Texans for Thompson – Texans supporting the draft Fred Thompson movement. Arkiveret 26. maj 2007 hos  Wayback Machine
- Sun-Times "Thompson's White House Talk is No Act". Robert Novak. Arkiveret 22. maj 2007 hos  Wayback Machine
- Draft Fred Thompson – The Draft Fred Thompson movement Arkiveret 31. august 2018 hos  Wayback Machine